# Метт Клінґер
Метт Клінґер (англ. Matt Klinger; нар. 17 липня 1979) — колишній канадський тенісист.
Найвищу одиночну позицію світового рейтингу — 595 місце досяг 1 грудня 2003, парну — 529 місце — 11 жовтня 2004 року.

## Фінали ITF Ф'ючерс

### Одиночний розряд: 1 (0–1)
| Результат | В-П | Дата     | Турнір                        | Покриття | Суперник      | Рахунок     |
| --------- | --- | -------- | ----------------------------- | -------- | ------------- | ----------- |
| Поразка   | 0–1 | Сер 2002 | Мексика F12, Тустла-Гутьєррес | Тверде   | Віктор Ромеро | 4–6, 6–7(5) |

### Парний розряд: 5 (1–4)
| Результат | В-П | Дата     | Турнір                       | Покриття | Партнер        | Суперники                                 | Рахунок          |
| --------- | --- | -------- | ---------------------------- | -------- | -------------- | ----------------------------------------- | ---------------- |
| Поразка   | 0–1 | Чер 2002 | Ямайка F8, Кінгстон (Ямайка) | Тверде   | Меттью Єйтс    | Ніколас Бекер Тревіс Перротт              | 4–6, 6–1, 2–6    |
| Поразка   | 0–2 | Чер 2002 | Ямайка F9, Монтего-Бей       | Тверде   | Меттью Єйтс    | Константін Гарле-Цеттлер Кевін Соренсен   | 6–7(5), 3–6      |
| Поразка   | 0–3 | Чер 2004 | Мексика F7, Монтеррей        | Тверде   | Кріс Летчер    | Хуан-Ігнасіо Серда Родрігу-Антоніу Гріллі | 7–6(6), 3–6, 4–6 |
| Перемога  | 1–3 | Лип 2004 | Канада F5, Онтаріо           | Тверде   | Денієл Вендлер | Девід Мартін Тодд Відом                   | w/o              |
| Поразка   | 1–4 | Вер 2004 | Еквадор F1, Гуаякіль         | Ґрунт    | Метью Ганлін   | Левар Гарпер-Гріффіт Жан-Жульєн Роєр      | w/o              |